# Arno Donda
Arno Donda (* 28. April 1930 in Berlin; † 24. November 2008 ebenda) war Leiter der Staatlichen Zentralverwaltung für Statistik der DDR.

## Leben
Donda wurde als Sohn eines Arbeiters geboren, besuchte die Mittelschule, war 1947 bis 1950 Lehrling im Statistischen Zentralamt und legte 1949 extern das Abitur ab. 1947 trat er der SED bei. 1949 bis 1950 war er Mitarbeiter im Zentralamt, zuletzt kommissarischer Leiter eines Referates. 1950 bis 1954 studierte er an der Hochschule für Ökonomie (HfÖ) mit dem Abschluss als Diplomwirtschaftler. 1954 bis 1959 war er Assistent, Oberassistent und Dozent. 1957 promovierte er zum Dr. rer. oec. 1959 bis 1963 war er Direktor des Instituts für Statistik an der Hochschule für Ökonomie (HfÖ) und habilitierte sich 1962 und wurde Prorektor an dieser Hochschule. 1963 wurde er zum Professor mit Lehrauftrag für Statistik und zur Mitarbeit in der Arbeitsgruppe „Bernau“ zur Vorbereitung des Neuen Ökonomischen Systems (NÖS) der Planung und Leitung der Volkswirtschaft berufen.
Vom 12. August 1963 bis zum Oktober 1990 war er als Nachfolger des tödlich verunglückten Heinz Rauch Leiter bzw. Präsident der Staatlichen Zentralverwaltung für Statistik (1990 des Statistischen Amtes der DDR). Gleichzeitig war er bis 1967 Mitglied des Ministerrates der DDR. 1963 bis 1990 war er Mitglied der Ständigen Kommission für Statistik des Rates für Gegenseitige Wirtschaftshilfe (RGW). 1971 bis 1990 war er Mitglied des International Statistical Institute mit Sitz in Den Haag und hier u. a. Mitglied der Kommission zur Ausarbeitung des „Codex der Ethik der Statistiker“. 1979 wurde er Vizepräsident, 1986 bis 1987 war er Präsident der Konferenz Europäischer Statistiker. Er war Mitglied der Internationalen Union für das wissenschaftliche Studium der Bevölkerung. 1979 wurde er zum korrespondierenden Mitglied der Akademie der Wissenschaften der DDR (AdW) und Mitglied des Wissenschaftlichen Rates für die wirtschaftswissenschaftliche Forschungen bei der Akademie der Wissenschaften berufen. Er war Mitglied des Gesellschaftlichen Rates der Hochschule für Ökonomie (HfÖ).   
Als Präsident des Gemeinsamen Statistischen Amtes der neuen Länder war er außerdem vom 3. Oktober 1990 bis zum 31. Dezember 1991 maßgeblich an der Einführung des bundesstatistischen Systems auf dem Gebiet der neuen Länder beteiligt.  
Donda war Mitautor des Hochschullehrbuchs Statistik. Er war einer der Autoren der „Analyse der ökonomischen Lage der DDR mit Schlußfolgerungen“ zusammen mit Gerhard Schürer, Gerhard Beil, Ernst Höfner und Alexander Schalck-Golodkowski, als Vorlage für das Politbüro der SED am 30. Oktober 1989. In diesem auch als Schürer-Papier bekannt gewordenen Geheimbericht wurde die Überschuldung und wirtschaftliche Zerrüttung der DDR erstmals deutlich bekannt.
1964 erhielt Donda die Verdienstmedaille der DDR, 1969 den Vaterländischen Verdienstorden (VVO) in Silber und 1980 den Orden Banner der Arbeit.

## Publikationen
- mit Otfried Kuhn, Handelsstatistik, Verlag Die Wirtschaft Berlin, 1962.
- Arno Donda, Eva Herrde, Otfried Kuhn, Richard Struck: Statistik. Die Wirtschaft, Berlin 1972, DNB 730299805. zuletzt in 7., berichtigter Aufl., Berlin 1989, ISBN 	978-3-349-00469-4